# Carl Abraham Arfwedson
Carl Abraham Arfwedson, född 24 januari 1774 i Stockholm, död där 11 februari 1861, var en svensk affärsman och etsare.

## Biografi
Carl Abraham Arfwedson var son till köpmannen Carl Kristoffer Arfwedson och Charlotta född von Langenberg och bror till Charlotta Arfwedson. Han uppfostrades till att ta över faderns och farfaderns affärer. Efter att ha studerat i hemmet skickades han på studieresor i främmande länder. Genom affärshuset Tottie & Arfwedsons affärsförbindelser med den franska handelsfirman Clary i Frankrike fick Arfwedson anställning vid firmans kontor i Marseille. Han umgicks i societeten och kom bland annat i kontakt med familjen Clary, ur vilken Désirée, senare Sveriges drottning, stammade. 
Efter hemkomsten till Sverige biträdde Arfwedson sin ålderstigne far i handelshusets skötsel, i vilket han 1808 ingick som bolagsman och 1826, vid faderns död, övertog för egen räkning. Carl Abraham Arfwedson blev genom sin betydelse för svenskt näringsliv kallad till ledamot av konvojkommissariatet och utsågs till direktör för Ostindiska kompaniet. Han lärde sig konsten att etsa av Jacob Gillberg 1787. Arfwedson är representerad med etsningar vid Nationalmuseum i Stockholm.  
Arfwedson var sedan 1806 gift med Maria af Sandeberg. 
Carl Abraham Arfwedson köpte på 1810-talet fastigheten Listonhill på Djurgården i Stockholm, vilken då blev centrum för stockholmssocietetens sällskapsliv och han var under en period ägare av Åkerö. Sedan drottning Desiderias franska överhovmästarinna Marcelle Tascher de la Pagerie rest hem, saknade hon någon att tala med om Frankrike, och hon började då umgås med Arfwedson, som hade varit gäst i hennes hem under hennes uppväxt och som hon därefter ofta talade med om Frankrike, något som gav upphov till rykten att de en gång skulle ha haft en romans.